# Armand Schultz
Pour les articles homonymes, voir Schultz.
Armand Schultz est un acteur américain né le 17 mai 1959 à Rochester dans l'État de New York.

## Filmographie

### Cinéma
- 1992 : Malcolm X : le journaliste TV
- 2001 : Revolution #9 : John Ford
- 2001 : Vanilla Sky : Dr Pomeranz
- 2003 : Life in Bed : Daddy
- 2006 : Fields of Freedom : Général George Pickett
- 2008 : Phénomènes : le présentateur du talk-show
- 2008 : Burn After Reading : Olson
- 2009 : Âmes en stock : Astrov
- 2009 : Whatever Works : la voix de la télévision
- 2010 : Salt : Martin Crenshaw
- 2014 : Druid Peak : Dale

### Télévision
- 1992 : Ghostwriter : Tony (1 épisode)
- 1993 : New York Police Blues : un policier (1 épisode)
- 1993 : New York, police judiciaire :  Dr. Morris (saison 3, épisode 19)
- 1994 : The Cosby Mysteries : Dr Brown (1 épisode)
- 1994 : Without Warning : David Case
- 1995 : Star Trek: Voyager : Kenneth Dalby (1 épisode)
- 1995 : New York, police judiciaire :  Dr. Kenneth Price (saison 5, épisode 13)
- 1997 : New York, police judiciaire : Marty O'Neal (saison 8, épisode 4)
- 2000 : New York, police judiciaire :  Kevin Morse (saison 10, épisode 24)
- 2001 : New York, unité spéciale : Kyle Hubert (saison 2, épisode 9)
- 2002 : New York, unité spéciale : Kevin Ragolia (saison 3, épisode 14)
- 2003 : The Practice : Bobby Donnell et Associés : Todd Dickson (1 épisode)
- 2004 : New York 911 : Dr Chris Hanson (1 épisode)
- 2005 : New York, cour de justice : U.S. Attorney Curtis Fuller (saison 1, épisode 10)
- 2006 : New York, section criminelle : agent spécial Putney (saison 5, épisode 14)
- 2007 : Damages : le médecin (1 épisode)
- 2008 : New York, police judiciaire :  Ted Devon (saison 19, épisode 2)
- 2009 : Life on Mars : le conseiller du prince (1 épisode)
- 2009 : Gossip Girl (1 épisode)
- 2011 : The Chicago Code : William Hampton (2 épisodes)
- 2012 : Unforgettable : David Feldman (1 épisode)
- 2012 : The Good Wife : Juge Trent Wynter (1 épisode)
- 2012 : NYC 22 : Dr. Evan Roth (1 épisode)
- 2013 : House of Cards : Scott Cunningham (1 épisode)
- 2013 : Elementary : Derrick Hughes (1 épisode)
- 2014 : New York, unité spéciale : John Capshaw (saison 15, épisode 13)
- 2014 : Black Box : Paul Guiness (1 épisode)
- 2014 : The Normal Heart : Dick Lombardo
- 2014 : Chicago P.D. : Alderman Colin Becks (1 épisode)
- 2015 : Veep : Alex Barry (1 épisode)
- 2015 : Mr. Robot : Michael Hansen (2 épisodes)